# 테라시마 준타
테라시마 준타(일본어: 寺島 惇太, 1988년 8월 11일 ~ )는 일본의 남자 성우이다. 켄유 오피스 소속.
나가노현 우에다시 출신.

## 작품

### 극장판 애니메이션
- 2024년 킹 오브 프리즘 -드라마틱 프리즘.1- ,,, 이치죠 신
- 2025년 킹 오브 프리즘 -유어 엔드리스 콜- 모두 빛나라! 프리즘 투어즈 ,,, 이치죠 신